# Adirondack Railroad
| Bahnhof Thendara (ehem. Old Forge) |                       |                                                     |                                                     |
| Streckenlänge: | 229, befahrbar 119 km |                                                     |                                                     |
| Spurweite: | 1435 mm (Normalspur)  |                                                     |                                                     |
| Maximale Neigung: | 11,4 ‰                |                                                     |                                                     |
| |                       |                                                     |                                                     |
| \| \| 229,4 \| Lake Placid \| 533 m ü. M. \| \| \| \| Chubb River(19 m) \| \| \| \| \| Saranac River(30 m) \| \| \| \| 211,7 \| Saranac Lake \| Saranac Lake \| \| \| \| Lake Colby - \| \| \| \| \| Seedamm (474 m) \| \| \| \| \| Abzweigung nach Malone (1961 stillgelegt) \| \| \| \| 201,8 \| Lake Clear Junction \| Lake Clear Junction \| \| \| 172,6 \| Tupper Lake \| Tupper Lake \| \| \| \| Raquette River (40 m) \| \| \| \| \| Bog River (15 m) \| \| \| \| 142,4 \| Sabattis \| 544 m ü. M. \| \| \| \| Beaver River (31 m) \| \| \| \| \| Beaver River - \| \| \| \| \| Seedamm (1950 m) \| \| \| \| 114,9 \| Beaver River (Stillwater) \| Beaver River (Stillwater) \| \| \| \| Twichell Creek (57 m) \| \| \| \| 101,3 \| Big Moose \| 620 m ü. M. \| \| \| \| State Highway 28 \| \| \| \| \| Carter \| \| \| \| 86,9 \| Thendara (ehem. Old Forge) Depot \| 521 m ü. M. \| \| \| \| Moose River (30 m) \| \| \| \| \| Moose River (26 m) \| \| \| \| \| Moose River (87 m) \| \| \| \| 68,9 \| McKeever Ausweichstelle \| McKeever Ausweichstelle \| \| \| 66,4 \| Otter Lake Ausweichstelle \| Otter Lake Ausweichstelle \| \| \| \| Bear Creek (22 m) \| \| \| \| \| Woodhull Creek (30 m) \| \| \| \| \| Little Woodhull Creek (20 m) \| \| \| \| \| Black River (74 m) \| \| \| \| \| Ende der Adirondack Railroad Strecke \| \| \| \| 36,6 \| Abzweigung der MHWA nach Lyons Falls \| Abzweigung der MHWA nach Lyons Falls \| \| \| \| Cincinnati Creek (12 m) \| \| \| \| \| Abzweigung Adirondack Branch \| \| \| \| \| Abzweigung Ogdensburg Branch \| \| \| \| \| Cincinnati Creek (12 m) \| \| \| \| 34,4 \| Remsen \| 274 m ü. M. \| \| \| \| Abzweigung Adirondack Branch \| \| \| \| \| State Highway 365 (16 m) \| \| \| \| \| State Highway 12 (24 m) \| \| \| \| 19,6 \| Holland Patent \| 193 m ü. M. \| \| \| \| Miller Road \| \| \| \| \| Ninermile Creek (27 m) \| \| \| \| \| Olin Road \| \| \| \| \| NY 291 (29 m) \| \| \| \| \| Chaminade Road \| \| \| \| \| NY 291 \| \| \| \| \| Old Edic Road Abstellgleis \| \| \| \| \| River Road (25 m) \| \| \| \| \| New York State Thruway 90 (88 m) \| \| \| \| \| Eriekanal (49 m) \| \| \| \| \| North-South Arterial Highway \| \| \| \| \| Mohawk River \| \| \| \| \| Mohawk Subdivision der CSX Transportation nach Rome \| \| \| \| \| Abzweigung Depot/Rangierbahnhof der MHWA \| \| \| \| \| North Genesee Street \| \| \| \| 0,0 \| Utica (New York) \| 123 m ü. M. \| \| \| \| Mohawk Subdivision der CSX Transportation \| \| \| \| \| Richtung Amsterdam (New York) \| \| \| \| \| \| \| \| Quellen: [1][2][3] \| \| \| \| |                       |                                                     |                                                     |
| Kopfbahnhof Streckenanfang | 229,4                 | Lake Placid                                         | 533 m ü. M.                                         |
| Brücke über Wasserlauf |                       | Chubb River(19 m)                                   | Chubb River(19 m)                                   |
| Brücke über Wasserlauf |                       | Saranac River(30 m)                                 | Saranac River(30 m)                                 |
| Kopfbahnhof Strecke ab hier außer Betrieb | 211,7                 | Saranac Lake                                        | Saranac Lake                                        |
| |                       | Lake Colby -                                        |                                                     |
| |                       | Seedamm (474 m)                                     |                                                     |
| Abzweig geradeaus und von rechts (Strecke außer Betrieb) |                       | Abzweigung nach Malone (1961 stillgelegt)           | Abzweigung nach Malone (1961 stillgelegt)           |
| Haltepunkt / Haltestelle (Strecke außer Betrieb) | 201,8                 | Lake Clear Junction                                 | Lake Clear Junction                                 |
| Bahnhof (Strecke außer Betrieb) | 172,6                 | Tupper Lake                                         | Tupper Lake                                         |
| Brücke über Wasserlauf (Strecke außer Betrieb) |                       | Raquette River (40 m)                               | Raquette River (40 m)                               |
| Brücke über Wasserlauf (Strecke außer Betrieb) |                       | Bog River (15 m)                                    | Bog River (15 m)                                    |
| Haltepunkt / Haltestelle (Strecke außer Betrieb) | 142,4                 | Sabattis                                            | 544 m ü. M.                                         |
| Brücke über Wasserlauf (Strecke außer Betrieb) |                       | Beaver River (31 m)                                 | Beaver River (31 m)                                 |
| |                       | Beaver River -                                      |                                                     |
| |                       | Seedamm (1950 m)                                    |                                                     |
| Kopfbahnhof Strecke bis hier außer Betrieb | 114,9                 | Beaver River (Stillwater)                           | Beaver River (Stillwater)                           |
| Brücke über Wasserlauf |                       | Twichell Creek (57 m)                               | Twichell Creek (57 m)                               |
| Bahnhof | 101,3                 | Big Moose                                           | 620 m ü. M.                                         |
| Brücke |                       | State Highway 28                                    | State Highway 28                                    |
| Bahnhof |                       | Carter                                              | Carter                                              |
| Bahnhof | 86,9                  | Thendara (ehem. Old Forge) Depot                    | 521 m ü. M.                                         |
| Brücke über Wasserlauf |                       | Moose River (30 m)                                  | Moose River (30 m)                                  |
| Brücke über Wasserlauf |                       | Moose River (26 m)                                  | Moose River (26 m)                                  |
| Brücke über Wasserlauf |                       | Moose River (87 m)                                  | Moose River (87 m)                                  |
| ehemaliger Dienststation / Betriebs- oder Güterbahnhof | 68,9                  | McKeever Ausweichstelle                             | McKeever Ausweichstelle                             |
| Dienststation / Betriebs- oder Güterbahnhof | 66,4                  | Otter Lake Ausweichstelle                           | Otter Lake Ausweichstelle                           |
| Brücke über Wasserlauf |                       | Bear Creek (22 m)                                   | Bear Creek (22 m)                                   |
| Brücke über Wasserlauf |                       | Woodhull Creek (30 m)                               | Woodhull Creek (30 m)                               |
| Brücke über Wasserlauf |                       | Little Woodhull Creek (20 m)                        | Little Woodhull Creek (20 m)                        |
| Brücke über Wasserlauf |                       | Black River (74 m)                                  | Black River (74 m)                                  |
| Wechsel des Eisenbahninfrastrukturunternehmens |                       | Ende der Adirondack Railroad Strecke                | Ende der Adirondack Railroad Strecke                |
| Abzweig geradeaus und von rechts | 36,6                  | Abzweigung der MHWA nach Lyons Falls                | Abzweigung der MHWA nach Lyons Falls                |
| Brücke über Wasserlauf |                       | Cincinnati Creek (12 m)                             | Cincinnati Creek (12 m)                             |
| Abzweig geradeaus und ehemals nach links |                       | Abzweigung Adirondack Branch                        | Abzweigung Adirondack Branch                        |
| Abzweig geradeaus und ehemals nach rechts |                       | Abzweigung Ogdensburg Branch                        | Abzweigung Ogdensburg Branch                        |
| Brücke über Wasserlauf |                       | Cincinnati Creek (12 m)                             | Cincinnati Creek (12 m)                             |
| Bahnhof | 34,4                  | Remsen                                              | 274 m ü. M.                                         |
| Abzweig geradeaus und ehemals von links |                       | Abzweigung Adirondack Branch                        | Abzweigung Adirondack Branch                        |
| Brücke |                       | State Highway 365 (16 m)                            | State Highway 365 (16 m)                            |
| Brücke |                       | State Highway 12 (24 m)                             | State Highway 12 (24 m)                             |
| Bahnhof | 19,6                  | Holland Patent                                      | 193 m ü. M.                                         |
| Brücke |                       | Miller Road                                         | Miller Road                                         |
| Brücke über Wasserlauf |                       | Ninermile Creek (27 m)                              | Ninermile Creek (27 m)                              |
| Brücke |                       | Olin Road                                           | Olin Road                                           |
| Brücke |                       | NY 291 (29 m)                                       | NY 291 (29 m)                                       |
| Brücke |                       | Chaminade Road                                      | Chaminade Road                                      |
| Strecke mit Straßenbrücke |                       | NY 291                                              | NY 291                                              |
| Abzweig geradeaus und nach links |                       | Old Edic Road Abstellgleis                          | Old Edic Road Abstellgleis                          |
| Brücke |                       | River Road (25 m)                                   | River Road (25 m)                                   |
| Brücke |                       | New York State Thruway 90 (88 m)                    | New York State Thruway 90 (88 m)                    |
| Brücke über Wasserlauf |                       | Eriekanal (49 m)                                    | Eriekanal (49 m)                                    |
| Strecke mit Straßenbrücke |                       | North-South Arterial Highway                        | North-South Arterial Highway                        |
| Brücke über Wasserlauf |                       | Mohawk River                                        | Mohawk River                                        |
| Abzweig geradeaus und von rechts |                       | Mohawk Subdivision der CSX Transportation nach Rome | Mohawk Subdivision der CSX Transportation nach Rome |
| Abzweig geradeaus und nach links |                       | Abzweigung Depot/Rangierbahnhof der MHWA            | Abzweigung Depot/Rangierbahnhof der MHWA            |
| Strecke mit Straßenbrücke |                       | North Genesee Street                                | North Genesee Street                                |
| Bahnhof | 0,0                   | Utica (New York)                                    | 123 m ü. M.                                         |
| Strecke |                       | Mohawk Subdivision der CSX Transportation           | Mohawk Subdivision der CSX Transportation           |
| |                       | Richtung Amsterdam (New York)                       |                                                     |
| |                       |                                                     |                                                     |
| Quellen: |                       |                                                     |                                                     |

Die Adirondack Railroad ist eine US-amerikanische Touristikbahn mit Sitz in Utica (New York). Sie befährt 101 Kilometer der ehemaligen New York Central Railroad zwischen Utica und Big Moose sowie 17 Kilometer zwischen Saranac Lake und Lake Placid. Die Bahn wird von der gemeinnützigen Adirondack Railroad Preservation Society (ARPS) betrieben, wobei das Zugpersonal größtenteils aus Freiwilligen besteht. Eigentümer der Gleise zwischen Utica, Remsen und Lyons Falls ist die Güterbahn Mohawk, Adirondack and Northern Railroad.

## Geschichte
Der Verkehr im Staat New York erfuhr Anfang des 19. Jahrhunderts mit der Fertigstellung des Eriekanals und der New York Central und Hudson River Railroad einen Aufschwung, denn Personen und Güter konnten nun einfacher und schneller transportiert werden. William Seward Webb, Präsident der Wagner Palace Car Company, besaß im Nehasane Park ein großes Jagdrevier, und um dies zu erreichen, gründete und finanzierte er 1890 die Mohawk and Malone Railway. Die Bahnstrecke sollte von Remsen in die Adirondack Mountains führen. Die Arbeiten an der Strecke begannen im folgenden Jahr und wurden nach nur 18 Monaten beendet.
Die Bahnstrecke war eine bedeutende Ingenieurleistung für die damalige Zeit. Von Remsen aus führte sie 346 Meter hinauf zum Big Moose Lake (New York) in 620 Metern Höhe. An Hochbauten entstanden 17 Brücken und eine große Anzahl von Bahngebäuden. Viele der Bahnhofsgebäude sind erhalten und werden genutzt. Die Bahn bot auch Güterverkehr für die Gemeinden entlang der Strecke an.
Nach 1893 wurde die Bahn Teil der New York Central Railroad. 1961 wurde der Streckenast von Lake Clear Junction nach Malone stillgelegt. Der planmäßige Personenverkehr auf der Adirondack Division von Utica nach Lake Placid endete im April 1965.
Im Februar 1968 fusionierte die New York Central Railroad mit der Pennsylvania Railroad zur Penn Central Transportation. Der Güterverkehr auf der Adirondack Division wurde bis 1972 fortgesetzt. In diesem Jahr beantragte die Penn Central, die Strecke aufzugeben. Dem wurde seitens der Public Service Commission stattgegeben. 1975 kaufte der Staat New York die stillgelegte Bahnstrecke.
Die Strecke wurde 1977, in Hinblick auf die Olympischen Winterspiele 1980 in Lake Placid, wieder in Betrieb genommen. Dafür schloss die Adirondack Railway Corporation mit dem Staat New York einen Vertrag für den Personenverkehr zwischen Utica und Lake Placid. Wegen Problemen mit der Streckenverwaltung durch die ARC kündigte der Staat den Pachtvertrag im Februar 1981 wieder. Danach ruhte der Bahnverkehr.

### Neubeginn
1992 schloss sich eine Gruppe Eisenbahnenthusiasten zusammen und schlug dem Staat New York vor, einen kurzen Abschnitt von Thendara nach Minnehaha mit Ausflugszügen zu befahren. Der Staat genehmigte daraufhin Zugfahrten auf der sechs Kilometer langen Strecke. Am 4. Juli 1992 verließ der erste Zug der Adirondack Centennial Railroad den Bahnhof Thendara. Während der ersten Saison beförderte die Bahn über 55.000 Fahrgäste. Daher genehmigte der Staat New York 1993 den dauerhaften Betrieb der Eisenbahn und fügte die gesamte Strecke von Remsen nach Lake Placid zum National Register of Historic Places und dem New York State Register of Historic Places hinzu.

### Adirondack Railroad
Im Juli 1994 wurde die Adirondack Centennial Railroad in Adirondack Railroad umbenannt, die von der Adirondack Railway Preservation Society, Inc. (ARPS) betrieben wird. Die ARPS ist eine gemeinnützige Organisation und wird von 150 Freiwilligen und einigen Voll- und Teilzeitmitarbeitern geleitet. In Partnerschaft mit dem New York State Department of Transportation konnte die Strecke schrittweise ausgebaut werden. Dabei wurden mehr als 400.000 Stunden Freiwilligenarbeit geleistet. Bis zum Jahr 2000 hatte die Gesellschaft die Strecke nach Süden bis nach Snow Junction erneuert. In Snow Junction besteht eine Verbindung mit der Güterbahn Mohawk, Adirondack and Northern Railroad und führt weiter zum südlichen Endpunkt in Utica.
2022 befördert die Adirondack Railroad Fahrgäste zwischen Utica (New York) und Big Moose sowie zwischen Saranac Lake und Lake Placid. Der verbleibende Streckenabschnitt zwischen Big Moose und Saranac Lake wird 2022 erneuert.
Ferner wurden die Bahnhöfe von Thendara, Holland Patent, Remsen und Saranac Lake als Teil der Eisenbahngeschichte wieder in den ursprünglichen Zustand versetzt. In Zusammenarbeit mit der Gruppe Next Stop konnte 2007 der Bahnhof von Tupper Lake wieder aufgebaut werden.

## Bilder

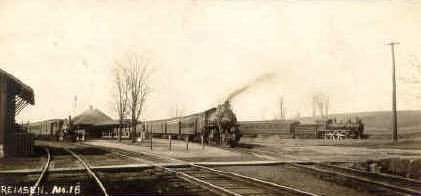
Die Station Remsen vor 1890
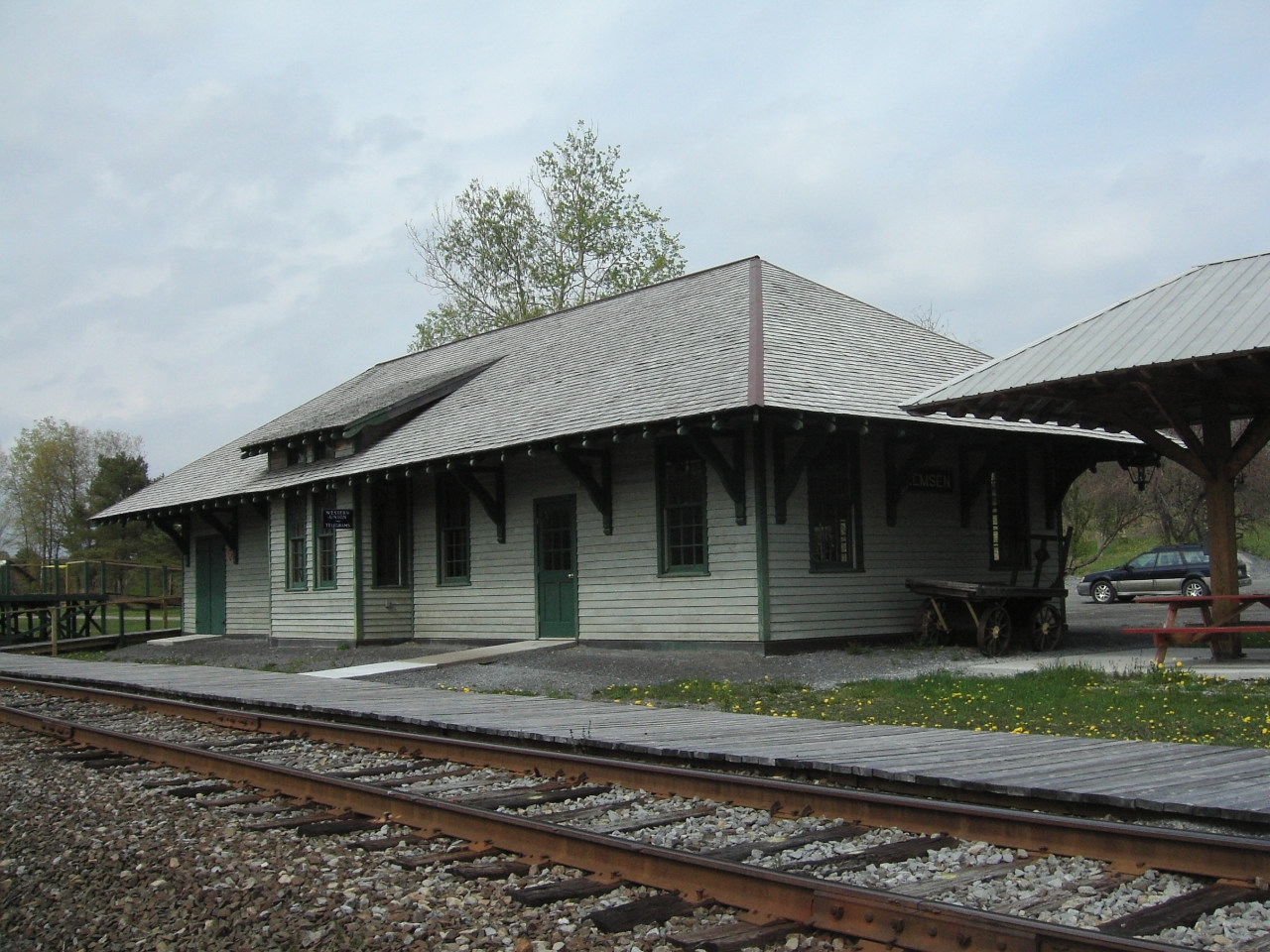
Der Bahnhof von Remsen, Mai 2005
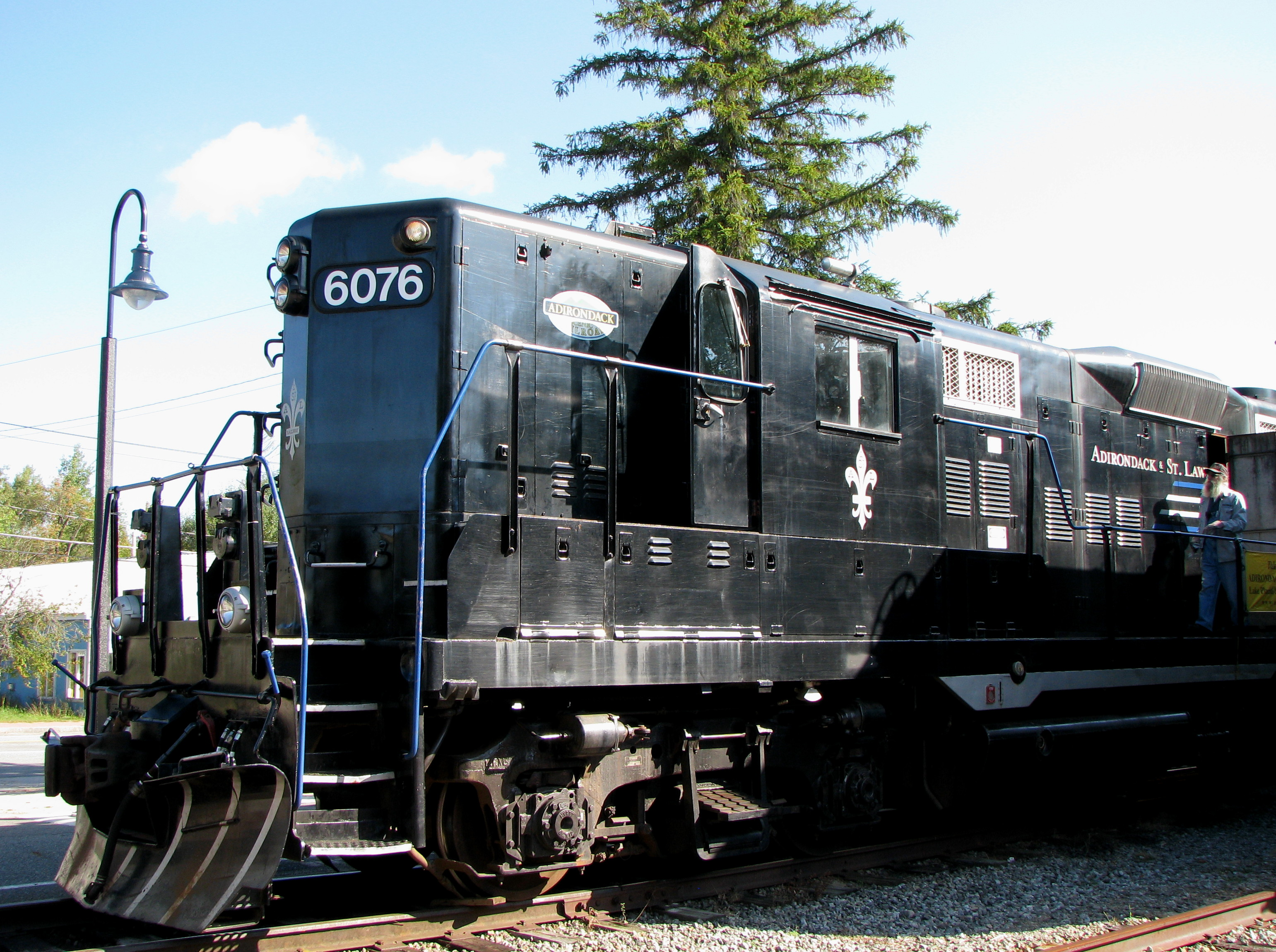
Lok Nr. 6067, September 2008
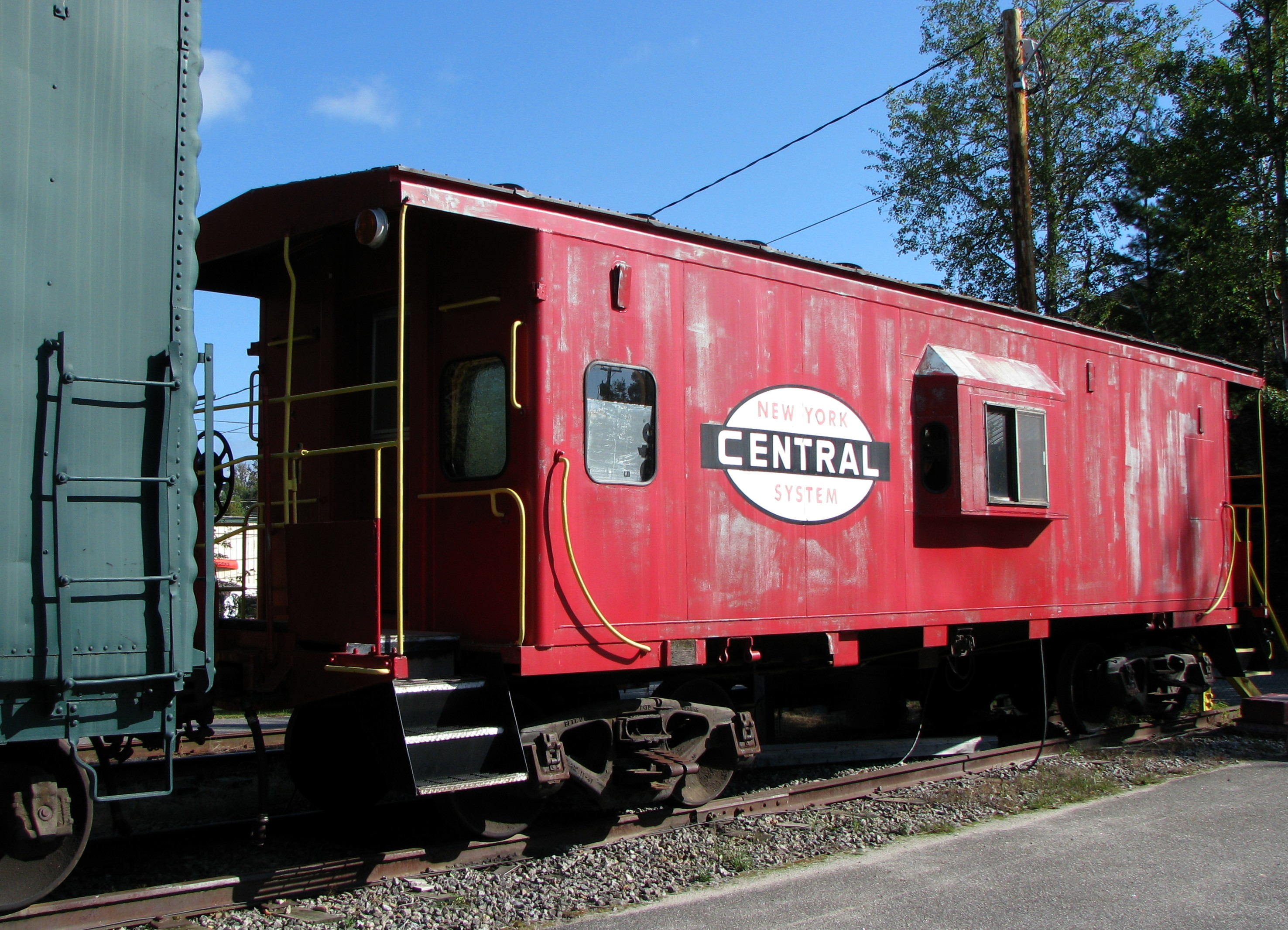
NYCR Caboose in Lake Placid, September 2008
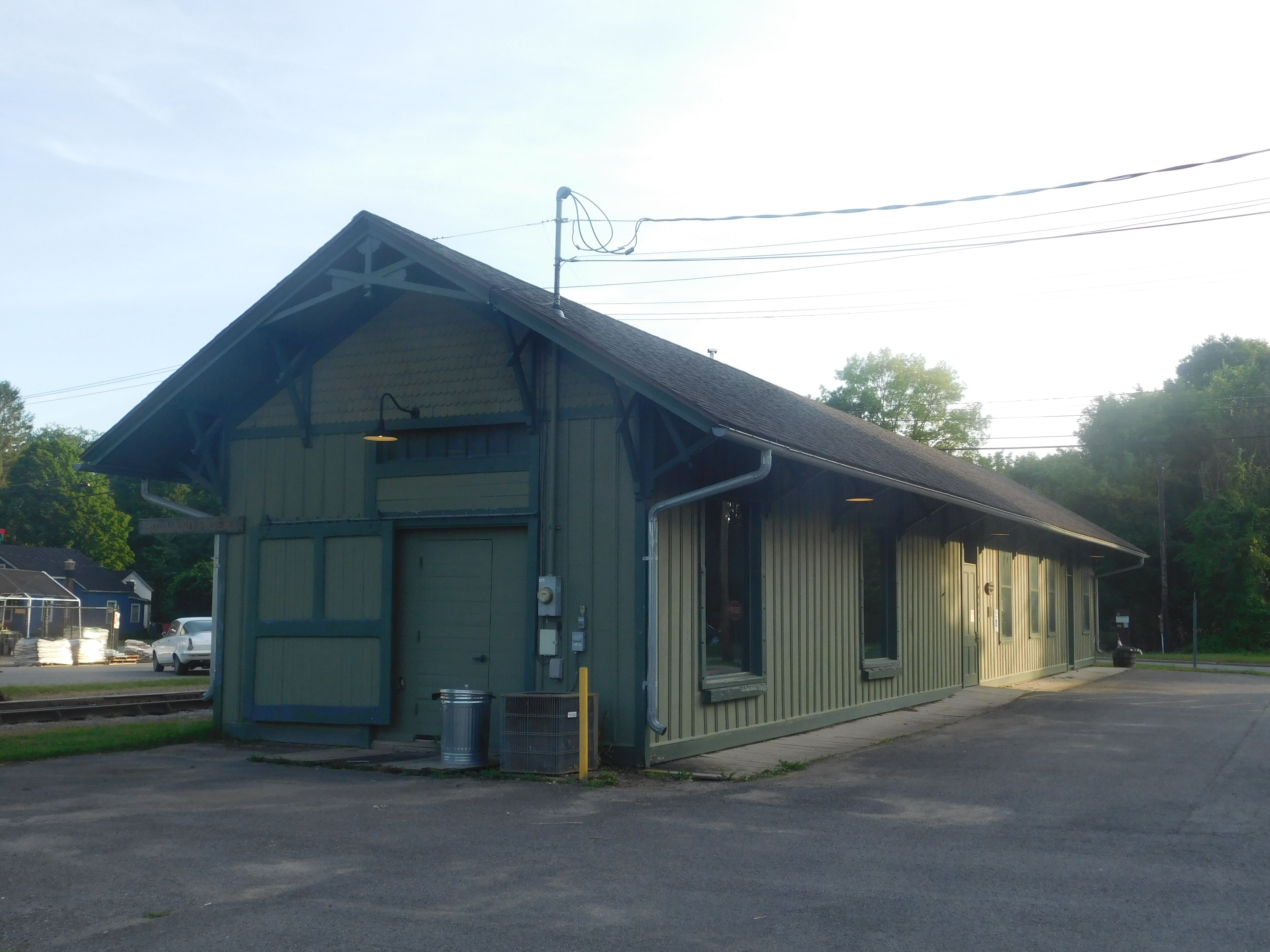
Station Hollant Patent, Juli 2020
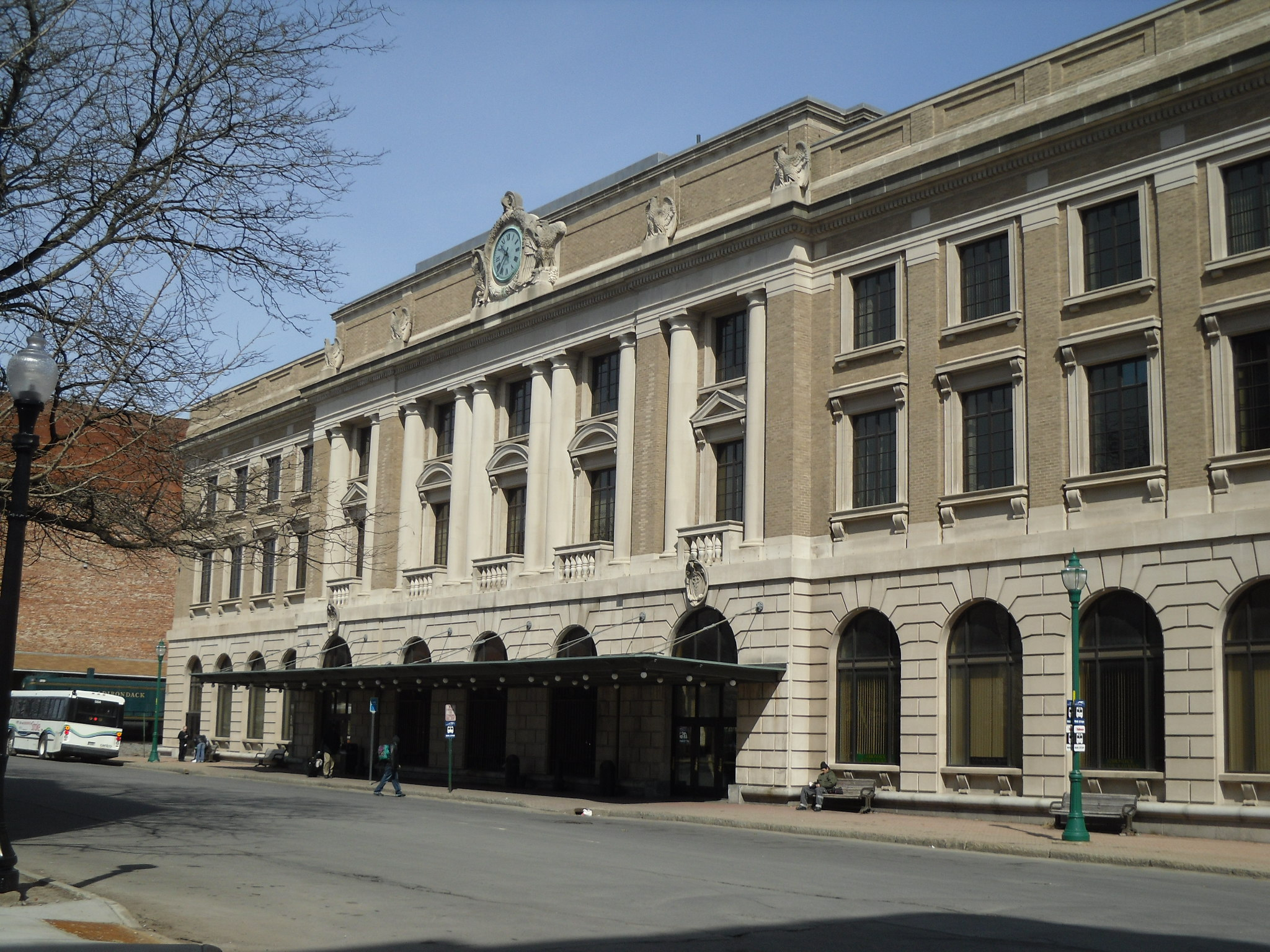
Der imposante Bahnhof von Utica, März 2010

## Betrieb
Die Adirondack Railroad bietet Ausflugsfahrten von Utica im Tal des Mohawk River in die nördlichen Adirondack Mountains an. Im Jahr 2022 feierte die Bahn ihr 30. Jubiläum und plant, die Ausflugsfahrten bis Tupper Lake auszudehnen. Zielsetzung ist die Erhaltung und die kontinuierliche Bereitstellung von Ausflugszügen vom Zentrum New Yorks zu den nördlichen Adirondacks. Sie bietet ihren Fahrgästen so die Möglichkeit, unzugängliche Teile des Adirondack Parks zu erreichen.

### Aktuelle Züge
- Beer & Wine Train – Bier- und Wein-Zug
- Family Halloween Train – Halloween-Zug im Oktober
- Pumpkin Train – Kürbis-Zug im Oktober
- Cabin Fever Limited – Zug mit Lagerfeuer in Remsen
- Polar Express™ – im November und Dezember mit Schokolade und Keksen
- Adirondack Christmas Train – Weihnachts-Zug im November
- Santa Train – Mit Weihnachtsmann[5]

## Fahrzeuge
| Lokomotiven (Auswahl) |                             |              |         |               |          | |      |
| Betriebs-Nr.          | Hersteller                  | Seriennummer | Modell  | Baujahr       | Erworben | Bemerkung | Bild |
| Diesellokomotiven     |                             |              |         |               |          | |      |
| 705                   | Electro-Motive Diesel       |              | SW1     | 1941          | 1992     | Ehem. Louisville and Nashville Railroad, in Privatbesitz. |      |
| 1502                  | Electro-Motive Diesel       | 4997         | F10     | 1947          | 2003     | Ehem. Gulf, Mobile and Ohio Railroad, ehem. Massachusetts Bay Transportation Authority, ehem. Metro-North Railroad Nr. 412.                                                                                              |      |
| 1508                  | Electro-Motive Diesel       | 19046        | F7      | 1953          | 2010     | Ehem. Alaska Railroad. |      |
| 1835                  | Montreal Locomotive Works   | 82461        | RS-18u  | Mai 1958      | 2011     | Ehem. New Brunswick Railway, ehem. Canadian Pacific Railway, bis 2010 Canadian National Railway. |      |
| 1845                  | Montreal Locomotive Works   | 81622        | RS-18u  | Juni 1957     | 2011     | Ehem. New Brunswick Railway, ehem. Canadian Pacific Railway, bis 2010 Canadian National Railway. |      |
| 2456                  | American Locomotive Company | 3392-06      | C425    | Oktober 1964  |          | Ehem. Erie Lackawanna Railway Nr. 2456. |      |
| 4243                  | American Locomotive Company | 3381-04      | C424    | Juni 1964     |          | Ehem. Spokane, Portland and Seattle Railway Nr. 303, ehem. Burlington Northern Railroad Nr. 4243. |      |
| 6076                  | Electro-Motive Diesel       | 24301        | GP9     | Oktober 19959 |          | Ehem. Pennsylvania Railroad Nr. 7249. |      |
| 8255                  | American Locomotive Company |              | 1600 PS |               | 2015     | Ehem. New York Central Railroad, ab 1966 Penn Central Transportation Company Nr. 5504, ab 1972 an Amtrak Nr. 127, wurde 1981 von einer Privatperson erworben, restauriert und in Kansas betrieben, wurde 2015 gespendet. |      |
| [ 6 ]                 |                             |              |         |               |          | |      |